# Ishigakia nigripes
Ishigakia nigripes är en stekelart som först beskrevs av Meyer 1930.  Ishigakia nigripes ingår i släktet Ishigakia och familjen brokparasitsteklar. Inga underarter finns listade i Catalogue of Life.